# Irbit
Irbit - Ирбит (rus) - és una ciutat de l'óblast de Sverdlovsk, a Rússia. Es troba sobre la riba dreta del Nitsa, en el seu punt de confluència amb el riu Irbit, a 174 km al nord-oest de Iekaterinburg.

## Història
Fundada el 1631 amb el nom d'Irbéievskaia Slobodà (rus: Ирбе́евская слобода), el seu nom fou canviat el 1662 per Irbit. Va rebre l'estatut oficial de ciutat per Caterina II de Rússia el 1775 per a la seva lleialtat envers l'emperadriu durant la revolta de Pugatxov en 1773-1774.
Al segle xix, la fira d'Irbit era un important esdeveniment que reunia els comerciants de pells de Sibèria i els comerciants de te xinès.
Al nord de la ciutat hi trobem un parc públic. Posseeix igualment recursos minerals, com la diatomita, i dipòsits de sorra per a la vidrieria.

## Població
| 1897   | 1926   | 1939   | 1959   | 1970   |
| ------ | ------ | ------ | ------ | ------ |
| 20 100 | 11 700 | 26 000 | 45 300 | 49 300 |
| 1979   | 1989   | 1996   | 2002   | 2007   |
| 51 300 | 51 708 | 49 300 | 43 318 | 41 700 |

## Economia
Fins a principis dels anys 1990, l'economia de la ciutat descansava sobre la Fàbrica de motocicletes d'Irbit o IMZ (Ирбитский Мотоциклетный завод, Irbitski Mototsikletny Zavod), que fabricava les cèlebres motos de marca Ural, sobretot sidecars. Aquesta fàbrica va ser creada en 1941, a partir de fàbriques de la part oest de Rússia evacuades davant l'avanç de l'exèrcit alemany. El primer model fabricat va ser una còpia idèntica de la BMW R7 i estava destinada a l'Exèrcit Roig. Després es van desenvolupar diversos models civils. En 1992, IMZ va fabricar 130.986 motos amb una plantilla de 10.000 persones. Després la producció s'esfondrà. Actualment hi treballen poc més de 1.000 persones, que produeixen aproximadament 200 motos al mes.

## Cultura
El Museu estatal de belles arts d'Irbit posseeix algunes obres importants, entre les quals alguns aiguaforts de cèlebres artistes europeus. A la seva col·lecció, hi figuren gravats d'artistes italians, holandesos, flamencs, alemanys, francesos, anglesos, espanyols, suïssos, austríacs, polonesos, belgues, búlgars i nord-americans. La col·lecció del Museu posseeix, igualment, obres d'Albrecht Dürer i de Goya. L'art rus és representat amb A. F. Zoubova, I. A. Sokolova, E. P. Txemesova, Mikhàil Dobujinski, Alexandre Deineka i molts altres. També hi són presents artistes locals de Iekaterinburg i Nijni Taguil.
Irbit posseeix un antic teatre de dos-cents anys.
El Museu estatal de les motocicletes d'Irbit prova d'atraure a Irbit i a la fàbrica IMZ als apassionats estrangers de les motos. Cada estiu, té lloc a Irbit una gran concentració de motards, l'Irbitski baik sliot (Ирбитский байк слёт), un "Bike show" en què prenen part milers d'afeccionats vinguts de l'oblast de Sverdlovsk, de la resta de Rússia i fins i tot de l'estranger.